# Luqa
Ħal Luqa (olasz nevén Luca) Málta egyik helyi tanácsa a nagy sziget közepén. Lakossága 6028 fő. Neve nyárfát jelent. A községen kívüli része Ħal Farruġ. A község mellett terül el a Máltai nemzetközi repülőtér.

## Története
Malta sűrűn lakott központi részén fekszik, valószínűleg már ősidők óta lakott terület. A legkorábbi régészeti leletek a repülőtér építése közben talált római korból származó sírok. 1924-ben ugyan előkerült egy feltehetően neolitikus épület maradványa, ám azelőtt áldozatul esett egy építkezésnek, hogy alaposabban megvizsgálhatták volna.
A 15. század első felében készült milícia-összeírásban a terület (a mai Ħal Luqa és Ħal Farruġ) 160 férfi lakost számlált, ebből 27 élt Ħal Luqában. 1646-ban már 1082 lakost jegyeztek fel. 1497-ben templom épült Szent András apostol tiszteletére. 1634. május 15-én lett önálló egyházközség. Plébániatemploma 1670-ben épült.
A község komoly fejlődésnek csak a brit katonai repülőtér építése (1937-1940) után indult. A második világháborúban a repülőtér vonzotta a német-olasz légitámadásokat, ezért a község súlyos károkat szenvedett. A plébániatemplom csak 1962-re épült újjá. A többi repülőtér háborús sérülései miatt ez lett Málta nemzetközi polgári repülőtere, első utasterminálját 1958-ban adták át a forgalomnak. 1977-ben elkészült az új kifutópálya, merőlegesen a régire. 1992-ben adták át az új épületeket, ezzel a régi repülőtér 35 év után bezárt. Ma itt van az állami Air Malta légitársaság székhelye. A többször meghosszabbított kifutópálya mára a tanács egész területét átszeli. A repülőtér ma is vonzza a befektetéseket, ám hatalmas átmenőforgalommal is jár. Ħal Farruġ község is jelentős fejlődésen ment keresztül, ám ennek is ára volt: középkori templomát lerombolták az új repülőtér építésekor, mivel úgy találták, hogy veszélyezteti a légiforgalmat.
1994 óta Málta helyi tanácsainak egyike. Ħal Farruġ 2010. június 5-én részlegesen önálló mini-tanácsot választhatott.

## Önkormányzata
Ħal Luqát héttagú helyi tanács irányítja. A jelenlegi, hatodik tanács 2012 óta van hivatalban.
Polgármesterei:
- Michael Cachia (1994-1998)
- John Schembri (Munkáspárt, 1998-)

## Ünnepe
Védőszentje Szent András apostol és vértanú, ünnepe november 30. A községi festa július 1. vasárnapján kerül megrendezésre.

## Nevezetességei
- Szent András plébániatemplom (S. Andrija, St. Andrew)
- Szent Jakab-kápolna (S. Ġakbu, St. James)
- Szent Szív-kápolna (Sacro Cuor): 1550-ben épült a közeli Ħal Saflieni faluban, 1613-ban telepítették át mai helyére

## Kultúra
Band clubjai:
- Għaqda Mużikali Sant'Andrija
- Soċjeta Filarmonika l-Unjoni

Kórusa:
- Chorus Excelsior

Egyházi szervezetei:
- Fokoláre mozgalom
- Karizmatikus megújulás
- Katolikus Akció
- Mária Légió
- Neokatekumenális Út
- M.U.S.E.U.M.

Egyéb szervezetek:
- Għaqda Filantropika Ġenituri Persuni b'Diżabilita'
- Grupp Koppji
- Walsingham Foundation
- Luqa Youth Centre

## Sport
Sportegyesületei:
- Boccia: Luqa Boċċi Club
- Labdarúgás: St. Andrew's Luqa Football Club
Luqa Juniors Football Club

## Közlekedés
Itt található Málta nemzetközi repülőtere. Közúthálózata nagyon jó. A repülőtéren taxi, a repülőtér és a hotelek közti transzfer, valamint tömegközlekedés is rendelkezésre áll.
Autóbuszjáratai (2011. július 3 után):
- 71 (Valletta-Żurrieq)
- 72 (Valletta-Qrendi)
- 117 (körjárat Żurrieq, Qrendi irányába)
- 118 (körjárat Żurrieq, Qrendi irányába)
- 120 (Paola-Ħal Farruġ)
- 135 (Repülőtér-Marsaskala)
- 201 (Repülőtér-Baħrija)
- X1 (expressz, Repülőtér-Ċirkewwa)
- X2 (expressz, Repülőtér-San Ġiljan)
- X3 (expressz, Repülőtér-Buġibba)
- X4 (expressz, Valletta-Birżebbuġa)
- N71 (éjszakai, San Ġiljan-Mqabba)
- N81 (éjszakai, San Ġiljan-Repülőtér)

Gozo felé naponta jár igény szerint helikopterjárat. Nyaranta hidroplánösszeköttetése van Mġarr felé is.